# Inge Jell
 (signalé en mai 2025).
Si vous disposez d'ouvrages ou d'articles de référence ou si vous connaissez des sites web de qualité traitant du thème abordé ici, merci de compléter l'article en donnant les références utiles à sa vérifiabilité et en les liant à la section « Notes et références ».
- Archive Wikiwix
- Bing
- Cairn
- DuckDuckGo
- E. Universalis
- Gallica
- Google
- G. Books
- G. News
- G. Scholar
- Persée
- Qwant
- (zh) Baidu
- (ru) Yandex
- (wd) trouver des œuvres sur Wikidata

Inge Jell est une patineuse artistique allemande, championne d'Allemagne en 1947.

## Biographie

### Carrière sportive
Inge Jell patine pour ses clubs de Munich (Münchner EV) et de Garmisch-Partenkirchen (SC Riessersee). Elle remporte le championnat d'Allemagne en 1947.
Elle ne peut pas participer aux championnats internationaux avant 1951, car les athlètes allemands en sont exclus à la suite de la Seconde Guerre mondiale. En 1951, elle représente son pays aux championnats d'Europe à Zurich et aux mondiaux à Milan.

### Reconversion
Elle joue dans des spectacles sur glace aux États-Unis pendant deux ans et participe à divers spectacles allemands.

## Palmarès
| Compétitions | 1941 | 1942 | 1943 | 1944 | 1945 | 1946 | 1947 | 1948 | 1949 | 1950 | 1951 |
| Jeux olympiques |      |      |      | JA   |      |      |      | JI   |      |      |      |
| Championnats du monde | CA   | CA   | CA   | CA   | CA   | CA   | CI   | CI   | CI   | CI   | 20e  |
| Championnats d'Europe | CA   | CA   | CA   | CA   | CA   | CA   | CI   | CI   | CI   | CI   | 10e  |
| Championnats d'Allemagne | 3e   | 2e   | 2e   | 3e   | CA   | CA   | 1re  |      |      |      |      |
| Légende : JA = Jeux olympiques annulés ; JI = Jeux olympiques interdits aux allemands ; CA = Championnats annulés ; CI = Championnats interdits aux allemands |      |      |      |      |      |      |      |      |      |      |      |